# April Ross
April Elizabeth Ross (Costa Mesa, 20 de junio de 1982) es una deportista estadounidense que compite en voleibol, en la modalidad de playa.
Participó en tres Juegos Olímpicos de Verano, obteniendo tres medallas, plata en Londres 2012 (haciendo pareja con Jennifer Kessy), bronce en Río de Janeiro 2016 (con Kerri Walsh Jennings) y oro en Tokio 2020 (con Alexandra Klineman).
Ganó tres medallas en el Campeonato Mundial de Vóley Playa entre los años 2009 y 2019.

## Palmarés internacional
| Juegos Olímpicos   | Juegos Olímpicos        | Juegos Olímpicos  | Juegos Olímpicos     |
| Año                | Lugar                   | Medalla           | Pareja               |
| ------------------ | ----------------------- | ----------------- | -------------------- |
| 2012               | Londres (Reino Unido)   | Medalla de plata  | Jennifer Kessy       |
| 2016               | Río de Janeiro (Brasil) | Medalla de bronce | Kerri Walsh Jennings |
| 2020               | Tokio (Japón)           | Medalla de oro    | Alexandra Klineman   |
| Campeonato Mundial |                         |                   |                      |
| Año                | Lugar                   | Medalla           | Pareja               |
| 2009               | Stavanger (Noruega)     | Medalla de oro    | Jennifer Kessy       |
| 2017               | Viena (Austria)         | Medalla de plata  | Lauren Fendrick      |
| 2019               | Hamburgo (Alemania)     | Medalla de plata  | Alexandra Klineman   |